# Beaulard
Beaulard (anche Belardi in italiano) è una frazione del comune di Oulx in città metropolitana di Torino.
Il paese è situato nel fondovalle lungo la Dora di Bardonecchia a 1.175 m s.l.m. Fa parte del comune di Oulx dal 1928, quando fu soppresso come comune autonomo. Dispone di una stazione ferroviaria lungo la linea ferroviaria Torino-Bardonecchia.
Un sentiero ciclo pedonale (Sentiero Natura) congiunge l'abitato con Bardonecchia da un lato e con Oulx dall'altro.
Fino alla stagione invernale 1992-1993, Beaulard possedeva un piccolo comprensorio sciistico, che contava, nel momento di massima espansione, cinque impianti.
Beaulard ha dato i natali a Joseph Chalier, personaggio di spicco della Rivoluzione francese, finito sul patibolo nel 1793.